# Genderkritisch feminisme
Genderkritisch feminisme, door tegenstanders ook wel trans-exclusief radicaal feminisme (terf) genoemd, is een ideologie of beweging die gekant is tegen wat ze zelf de 'genderideologie' noemt: het concept dat iemands genderidentiteit kan verschillen van iemands sekse. De beweging is met name tegen genderzelfidentificatie.
Van grote invloed op deze zienswijzen was het boek The Transsexual Empire. The Making of the She-Male (1979) van de Amerikaanse genderkritische radicaal-feminist Janice Raymond.

## Standpunten

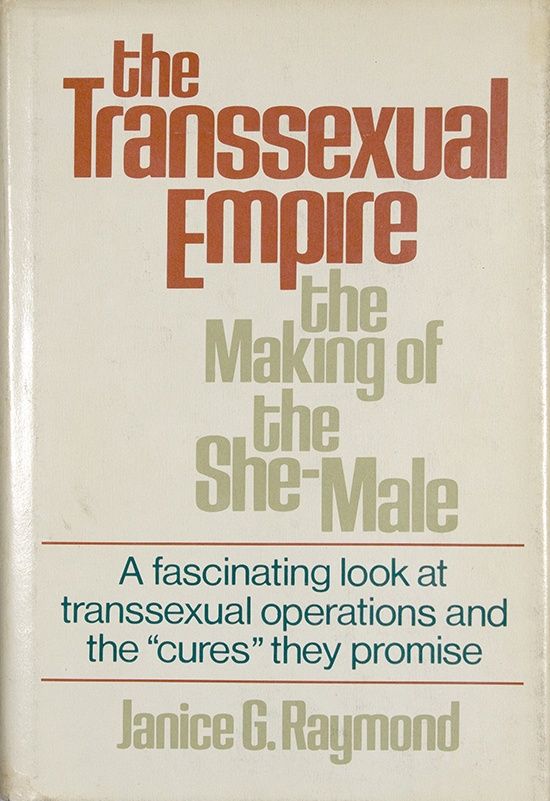

Volgens genderkritische feministen is sekse een onveranderbaar biologisch feit. Ze verwerpen het concept van transgenderidentiteiten. Dit is het standpunt van onder andere voormalig hoogleraar filosofie Kathleen Stock, die vanwege de protesten tegen haar denkbeelden haar baan aan de universiteit van Sussex moest opgeven. Stock is met name een tegenstander van genderzelfidentificatie, op grond waarvan een burger zelf kan kiezen met welk geslacht ze wettelijk geregistreerd staan, zonder dat sprake is van medische ingrepen.
Genderkritische radicaalfeminsten zijn van mening dat trans vrouwen in wezen nog van het mannelijk geslacht zijn. Zij vinden dat mannen en vrouwen elk een sociale klasse vormen; de mannen zijn daarbij de onderdrukkers en de vrouwen zijn de onderdrukten. Het leiden van een leven in een van deze klassen zou volgens hen in hoge mate vormend zijn voor een persoon. Deze vorming als persoon kan volgens hen niet met een geslachtsoperatie worden nagebootst. Genderkritische feministen willen daarom dat trans vrouwen geweerd worden van bijvoorbeeld vrouwenfestivals. Ook willen zij niet dat trans vrouwen toegang hebben tot damestoiletten.
Volgens genderkritische feministen zijn de belangen van trans vrouwen totaal anders dan die van zogeheten cis vrouwen. Ook zijn zij van mening dat trans vrouwen een bedreiging vormen voor cisgender vrouwen, lesbische vrouwen en kinderen. Zij zouden ruimtes die bedoeld zijn voor vrouwen (zoals toiletten) willen binnendringen, hetgeen zou kunnen leiden tot meer geweld tegen vrouwen. Stock noemt het voorbeeld van seksuele aanranding van een vrouw door een trans vrouw met intacte mannelijke genitaliën in een vrouwengevangenis. Het is volgens Stock niet van belang dat het om kleine aantallen gaat, het zou niet moeten voorkomen. Zij vindt het terecht dat er een aparte gevangenisafdeling is gekomen voor trans vrouwen.
Een genderkritisch persoon als de schrijfster J.K. Rowling is van mening dat lesbische vrouwen die weigeren om een date te hebben met een trans vrouw met een penis, volkomen in hun recht staan, en niet moeten worden gezien als "kwezelaars" (bigots). Rowling moemt vijf redenen waarom zij zich uitspreekt tegen wat zij noemt het "trans-activisme:"
1. De mogelijke effecten van trans-activisme op de goede doelen die zij steunt, zoals het onderzoek naar de verschillen in effecten van een ziekte als MS, dat anders is bij (biologische) mannen en vrouwen, onafhankelijk van hun gender. Het trans-activisme wil immers de definitie van sexe veranderen in gender.
2. Zorgen over de effecten die de transbeweging kan hebben op de veiligheid en de opleiding van kinderen.
3. Ze vindt dat genderkritische feministen vrijheid van meningsuiting hebben. Zijzelf is verguisd om haar mening over dit onderwerp.
4. Zorgen over het grote aantal meisjes dat in transitie gaat en daar mogelijk later spijt van krijgt. De wens voor een geslachtsverandering zou bij lesbische meisjes ontstaan door homofobie in hun omgeving. Dit punt wordt overigens ook genoemd door Kathleen Stock.[1]
5. Ze wil dat alle vrouwen veilig zijn, ook trans vrouwen. Daarom wil zij dat vrouwenruimtes, zoals douches en kleedkamers gesloten blijven voor mannen, ook voor mannen die zichzelf zeggen te identificeren als vrouw, maar die geen geslachtsoperatie willen en die ook geen hormonen willen slikken om fysiek ook te veranderen.

## Kritiek
Sinds begin jaren 1970 woedt er binnen het radicaal feminisme een strijd over transseksualiteit. Radicaal feministen als Andrea Dworkin en Catharine MacKinnon accepteerden transgender vrouwen als betrokkenen bij de emancipatiestrijd. 
Genderkritisch feminisme is door feministische en wetenschappelijke critici als transfoob bestempeld. De visie van deze tak van het feminisme wordt daarom door veel feministen, LHBTQIA+-organisaties en mensenrechtenorganisaties bestreden. De Raad van Europa heeft genderkritische ideologie, samen met andere ideologieën, veroordeeld als zijnde "venijnige aanvallen op de rechten van LHBTI mensen." Dit soort aanvallen komt in verschillende landen voor, onder andere in Hongarije, Polen, Rusland, Turkije, het Verenigd Koninkrijk. De VN-organisatie UN Women heeft verschillende bewegingen waaronder de genderkritische beweging een extremistische anti-rechten-beweging genoemd die haatpropaganda en misinformatie gebruikt.

## Historische ontwikkeling

### Vroege transuitsluiting

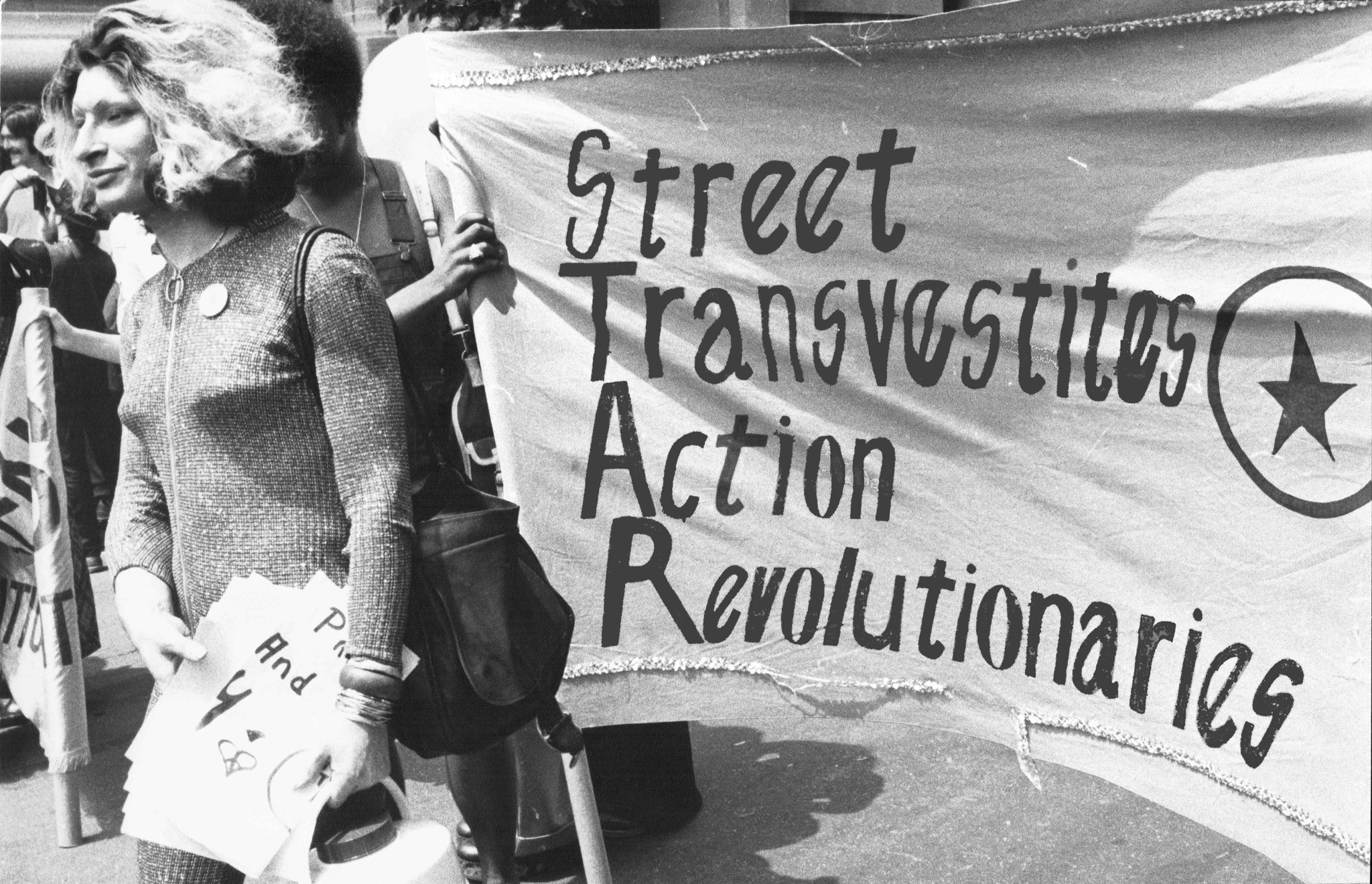
Sylvia Rivera in 1973 tijdens de Christopher Street Liberation Day naast een spandoek van Street Transvestite Action Revolutionaries (STAR)

De transgenderbeweging was in de jaren 1970 grotendeels verborgen in de drag-scene en had moeite een plek te vinden in de homobevrijdingsbeweging. Zo sloot Jean O'Leary tijdens een toespraak op de Christopher Street Liberation Day in 1973 de transbeweging buiten de voorgestelde regelgeving voor de homobeweging, aangezien zij dacht dat dit de regelgeving zou compliceren. Ze noemde Sylvia Rivera, een van de leiders van de Stonewall-rellen en medeoprichter van Street Transvestite Action Revolutionaries (STAR), ook a man in women's clothing. Later kwam ze hierop terug, en gaf aan spijt te hebben, aangezien zij als lesbiënne zelf ook pogingen tot uitsluiting had ervaren binnen de National Organization for Women, onder meer vanuit voorzitter Betty Friedan, die sprak over een lavender menace.:150-162
Tijdens de West Coast Lesbian Conference dat jaar was de aanwezigheid van transgender vrouw Beth Elliott controversieel en zij werd door Robin Morgan van Women's International Terrorist Conspiracy from Hell (W.I.T.C.H.) betiteld als an opportunist, an infiltrator, and a destroyer – with the mentality of a rapist:
No, I will not call a male "she"; thirty-two years of suffering in this androcentric society, and of surviving, have earned me the title "woman"; one walk down the street by a male transvestite, five minutes of his being hassled (which he may enjoy), and then he dares, he dares to think he understands our pain? No, in our mothers' names and in our own, we must not call him sister.:180
Het optreden van Elliott daarna werd verstoord door een deel van het publiek dat het podium bestormde om Elliot aan te vallen, waarbij Harrison en Tyler klappen kregen toen zij voor Elliott in de bres sprongen. Zo begon de troop van de transseksuele verkrachter in de lesbische beweging. Het tijdschrift Dykes & Gorgons richtte zich tegen de aanwezigheid van transgender vrouwen in lesbische organisaties.:129-132
In 1977 werd het radicaal-feministische platenlabel Olivia Records het mikpunt van haatmail en doodsbedreigingen omdat transgender vrouw Sandy Stone er geluidstechnicus was. De lesbisch-separatistische militie Gorgons dreigde Stone te vermoorden als Olivia met haar zou verschijnen in Seattle. Tijdens het optreden in Seattle moesten inderdaad wapens van gorgons-leden worden afgenomen. Janice Raymond begon een campagne tegen Stone, aangezien deze het label te gronde zou richten. Uiteindelijk leidde dit in 1979 tot het uitkomen van het boek The Transsexual Empire. The Making of the She-Male dat definiërend zou worden voor de antitransbeweging. In dit boek werd onder meer de angst voor verkrachting weer aangestipt:
All transsexuals rape women's bodies by reducing the real female form to an artifact, appropriating this body for themselves.:104:132-135
Raymond stelde dan ook:
the problem of transsexuality would best be served by morally mandating it out of existence.:178
Stone – die onder meer gewerkt had met Jimi Hendrix, Van Morrison, Crosby & Stills, Mississippi John Hurt, Marty Balin en The Byrds – verliet het label daarop om geen verdere onrust te veroorzaken. Aanvankelijk werd zij opnieuw lastiggevallen in haar nieuwe gemeenschap in Santa Cruz vanwege haar transzijn.
Raymond stelde dat het criterium om vrouw genoemd te worden voor trans vrouwen zou bestaan uit een oppervlakkig stereotype van wat een vrouw is.:80 Volgens Raymond zou een belangrijk criterium om vrouw genoemd te mogen worden chromosomaal zijn. Daarnaast zou van belang zijn dat een vrouw anders opgroeit dan een man, aangezien de maatschappij beiden anders behandelt. Tegelijkertijd waarschuwde Raymond voor de vraag naar wat een "vrouw" is. Het enige antwoord zou zijn dat vrouwen weten wie zij zijn, met vrouwelijke chromosomen en anatomie, door het patriarchaat als vrouwen behandeld. Aangezien trans vrouwen niet zo zijn opgegroeid, ontberen zij volgens Raymond deze geschiedenis.
Dit type gender-essentialisme was eerder door mannen gebruikt als rechtvaardiging om vrouwen onder meer politieke rechten te ontzeggen:
What was decided among the prehistoric Protozoa cannot be annulled by Act of Parliament.:267
Het feminisme was dan ook fel gekant tegen dit essentialisme en hechtte groot belang aan de sociale factoren bij de verhouding tussen vrouw en man, zoals Simone de Beauvoir in 1949:
On ne naît pas femme, on le devient — Men wordt niet geboren als vrouw, men wordt een vrouw.
Het sociaal constructionische deel van de definitie van Raymond sloot weliswaar aan bij Beauvoir, het essentialistische deel niet. Het betekende een spagaat voor transuitsluitende radicale feministen die ontkenden essentialistisch te zijn, maar wel gebruikmaakten van essentialistische argumenten. In de editie van The Transsexual Empire uit 1994 versterkte Raymond dit nog door naast de sociale belevenissen die een vrouw zouden definiëren ook lichamelijke belevenissen als menstruatie, bevalling en bepaalde lichamelijke veranderingen te noemen. Germaine Greer betoogde zo in The Whole Woman uit 1999 dat mensen met androgeenongevoeligheidssyndroom geen vrouw zijn, omdat ze lichamelijke belevenissen niet meemaken, ondanks dat hun geboortegeslacht meestal vrouw was en ze zo zijn opgegroeid.:411-412
Door theologe Mary Daly, mentor van Raymond, had de antitransbeweging een metafysische element gekregen. Haar transfobie resulteerde in 1978 in de uitspraak dat transseksualisme een necrofiele invasie was::132
The insane desire for power, the madness of boundary violation, is the mark of necrophiliacs who sense the lack of soul/spirit/life-loving principle with themselves and therefore try to invade and kill off all spirit, substituting conglomerates of corpses. This necrophilic invasion/elimination takes a variety of forms. Transsexualism is an example of male surgical siring which invades the female world with substitutes.
Het gebrek aan oog voor intersectionaliteit werd Daly ook verweten door de zwarte Audre Lorde.
Ook Germaine Greer was in 1989 zeer uitgesproken over wat zij tegen een transgender vrouw had willen zeggen:
Gender transience is a lie. You are a man. Piss off.
Dit alles speelde zich vooral af binnen de feministische beweging en kreeg daarbuiten weinig aandacht tot in 1991 het Michigan Womyn's Music Festival besloot trans vrouw Nancy Jean Burkholder niet toe te laten, maar de toegang te beperken tot womyn-born womyn, vrouwen waarvan het vastgesteld geslacht bij geboorte vrouw was, die als meisje waren opgevoed en die zich als vrouw identificeerden. Trans vrouwen zouden tijdens het opgroeien niet de onderdrukking hebben ervaren die meisjes ervaren in het patriarchaat.:176 Lisa Vogel, de oprichter van het Michfest, had al in 1977 haar beklag gedaan bij Olivia Records over Sandy Stone. De landelijke aandacht tot gevolg en het protest leidden onder meer tot het vanaf 1995 jaarlijks terugkerende Camp Trans dat vlakbij tegelijktijdig met Michfest werd gehouden. Het bracht de jaren daarna de nodige confrontaties, waarbij onder meer de Lesbian Avengers ondersteuning gaven aan de trans vrouwen die doodsbedreigingen te verduren hadden. In 2013 werd opgeroepen tot een boycot, wat bijdroeg aan de sluiting van het festival in 2015.:176

### Academische minderheid
Binnen het radicaal feminisme stond de grote meerderheid echter achter de trans vrouwen. Dat varieerde van standpunten als die van Shulamith Firestone die af wilde van het gehele onderscheid naar geslacht, Jeanne Córdova die iedereen als vrouw accepteerde die zichzelf zo identificeerde en C. Tami Weyant die stelde dat de afwijzing van transgenders henzelf onderdrukkers maakte. Problematisch voor veel radicaal-feministen was ook dat feministen als Raymond, Daly en Morgan ook een vorm van wat later cultureel feminisme zou worden genoemd aanhingen. Zij wezen het linkse gedachtegoed af en hingen veelal juist de godinnenbeweging aan, iets waar andere radicaal-feministen moeite mee hadden.:256-257, 359
Het maakte de situatie voor transgenders in de jaren 1980 niet rooskleuriger, aangezien zij in toenemende mate gemedicaliseerd werden, het conservatieve klimaat verhardde en transfoob geweld veelvuldig voorkwam, zoals bij de moord op Brandon Teena in 1993. De deelse vijandigheid maakte wel dat een deel van de transgenders zich losmaakte uit de homoseksuele omgeving waarvan zij tot dan toe deel hadden uitgemaakt. Zo bleven transgenders een marginale groep die veelal in achtergestelde omstandigheden leefden met weinig mogelijkheden tot organisatie, wat ook maakte dat de tegenstand veelal beperkt bleef tot het al bestaande stigma.

### Keerpunt
Een belangrijke filosofische ondersteuning voor de transgenderbeweging was in 1990 Gender Trouble van Judith Butler. Butler maakte daarin bezwaar tegen het onderscheid tussen geslacht en gender en stelde dat het geheel een sociale constructie is en vooral bestaat uit het doen, hoe iemand zich kleedt, beweegt, spreekt en eruitziet, de genderperformativiteit. In haar volgende boek, Bodies That Matter uit 1993, betoogde zij naar Michel Foucault dat de bestaande categorieën van geslacht normatief zijn waarbij de normen steeds aangepast worden om de het geslacht te kunnen blijven materialiseren, dat wil zeggen de lichamelijke kenmerken doorslaggevend te laten zijn om het vertoog waar te laten zijn.:1-3:163
De aids-epidemie maakte dat de transgenderbeweging zich beter kon organiseren. De gemeenschap werd hard geraakt door de ziekte en toen de aidspreventie uiteindelijk op gang kwam, werd de transgendergemeenschap gezien als een van de kwetsbare groepen die ondersteuning nodig had. De beschikbare fondsen maakten een betere organisatie mogelijk, vooral bij mensen van kleur. ACT UP werd opgericht vanuit de homobeweging om een einde te maken aan de aids-epidemie. Daaruit werd de Queer Nation opgericht als protest tegen homogeweld en daaruit vormde zich in 1992 in San Francisco Trans Nation. Dit leidde tot protesten van een deel van de radicale feministen, maar veel de nieuwe generatie feministen, opgegroeid met queer theory, zagen het probleem niet. Vanaf 1995 voegden de nodige homobewegingen de t toe tot lgbt, al was dit regelmatig slechts symbolisch.:164-169
De opkomst van het internet maakte het ondertussen mogelijk om zich beter te organiseren, ook buiten internet om, zoals met de jaarlijkse Southern Comfort Conference.:175 Gaandeweg leek de transgenderbeweging een positiever imago en grotere bekendheid te krijgen in de media. Het aantreden in 2009 van Barack Obama als president leidde tot een gunstiger beleid voor de transgendergemeenschap, waarbij vicepresident Joe Biden stelde dat het beëindigen van transgenderdiscriminatie the civil rights issue of our time was.:218 In 2013 werd in DSM-5 genderidentiteitsstoornis vervangen door genderdysforie, wat bijdroeg aan de depathologisatie. In 2014 vroeg Time zich met Laverne Cox op de voorpagina af The Transgender Tipping Point bereikt was. Het antwoord daarop leek bevestigend.:196

### Tegenreactie
De toegenomen zichtbaarheid en acceptatie bracht echter een tegenreactie met zich mee. In 2013 werd door Lierre Keith ook Women's Liberation Front (WoLF) opgericht, een beweging die gekant is tegen transgenderrechten en genderidentiteit, zaken die vooral onder het presidentschap van Barack Obama waren toegenomen. WoLF zou later samen gaan werken met christelijk-conservatieve organisaties als Alliance Defending Freedom, Family Policy Alliance en The Heritage Foundation, waarbij Hands Across the Aisle Coalition werd opgericht om de samenwerking te bevorderen tussen radicale feministen en conservatieve christenen.
In datzelfde jaar publiceerden 48 radicale feministen de open brief Forbidden Discourse: The Silencing of Feminist Criticism of “Gender”. Zij beklaagden zich hierin over bedreigingen en aanvallen, waaronder fysieke, vanwege hun standpunten. Zo zou hun stem tot zwijgen worden gebracht en daarom verdedigden zij hun recht om mannen, inclusief de door hen als mannen beschouwde transgender vrouwen, uit te sluiten van hun bijeenkomsten. In 2014 verscheen Gender Hurts van Sheila Jeffreys waarin zij stelde dat transgenderisme schadelijk is voor de homobeweging, de omgeving van de transgender en de transgender zelf.:226 In 1997 had zij al gesteld dat transseksualisme een schending van de rechten van de mens is en dat transgender vrouwen een conservatieve fantasie construeren van wat een vrouw zou moeten zijn, wat zeer beledigend en beperkend zou zijn. Zij zag de transitie als een politieke daad.
Waar feministen van oudsher op veel punten botsen met conservatieven, vonden zij elkaar in hun standpunten over transgenders, zoals Jeffreys betoogde in 2006 tijdens de Andrea Dworkin Commemorative Conference.:87
In het Verenigd Koninkrijk groeide het sentiment tegen transgenders, onder meer door de tabloids en het internetforum Mumsnet. In de Verenigde Staten speelden de radicale feministen een marginale rol en kwam de politiek tegen transgenders vooral uit andere hoeken. Ook in het Verenigd Koninkrijk bleef de invloed van van transuitsluitende feministen beperkt in de academische wereld.:84-85 Buiten de academische wereld groeide de anti-transbeweging juist uit tot de dominante vorm van feminisme. Het sentiment tegen transgenders nam vooral toe nadat in 2017 was aangekondigd dat de Gender Recognition Act 2004 hervormd zou worden. Organisaties als Woman's Place UK (WPUK), Fair Play for Women (FPFW), Mayday4Women, We Need to Talk, Lesbian Rights Alliance, FiLiA, Resisters, Sex Matters en LGB Alliance mobiliseerden een brede campagne tegen de voorgenomen aanpassingen die grote invloed kreeg.:678-679
In 2023 waarschuwde Reem Alsalem, de speciale VN-rapporteur inzake geweld tegen vrouwen en meisjes, dat er in westerse landen voor vrouwen en feministische organisaties steeds minder ruimte was om bijeen te komen en/of vreedzaam respect te eisen voor hun behoeften en rechten op basis van hun sekse en/of seksuele geaardheid. Ze toonde zich verontrust over de vele lastercampagnes tegen vrouwen, meisjes en hun bondgenoten vanwege hun ideeën over non-discriminatie op grond van geslacht. "Afwijzing van de standpunten van vrouwen/meisjes, onder wie politici, academici en voorvechters van vrouwenrechten, mag nooit reden zijn om geweld en intimidatie te rechtvaardigen. (...) Hen brandmerken als 'nazi's', 'genocidaal' of 'extremisten' is een aanval en een vorm van intimidatie om vrouwen ervan te weerhouden hun mening te uiten”, aldus Alsalem.

### "Rebranding"
De transuitsluitende beweging kreeg echter de nodige kritiek te verduren vanwege de volgens Claire Thurlow soms openlijk transfobe uitspraken van eerdere radicale feministen. Dit droeg niet bij aan een brede acceptatie van de standpunten bij het grote publiek en er vond volgens haar dan ook een verschuiving plaats in de retoriek. Anti-trans werd naar haar zeggen pro-vrouw, transuitsluiting werd bescherming van vrouwenrechten en transuitsluitende radicale feministen werden genderkritische feministen. Deze door haar als hondenfluitjes aangeduide termen worden volgens haar door het grote publiek als onschuldig en redelijk gezien, terwijl medestanders ze zouden herkennen als de oude standpunten. Tegelijkertijd, zo betoogt Thurlow, werd de transgenderbeweging weggezet als transactivisme (TRA) of translobby waardoor deze extremer lijkt. Soms wordt onderscheid gemaakt tussen echte transgenders en degenen die het slachtoffer zouden zijn van vermeende besmettelijkheid, zoals rapid-onset genderdysforie. Deze genderkritische beweging zou zo enerzijds kunnen stellen transrechten te ondersteunen en anderzijds benadrukken dat het niet mogelijk is om van geslacht te veranderen. Dit levert echter ook kritiek op van transuitsluitende feministen, zoals Julia Long die spreekt van een vreemd tegenstrijdig standpunt dat genderkritische organisatie schijnbaar trans vrouwen als Kristina Jayne Harrison en Debbie Hayton accepteren. De tegenstrijdigheid is volgens Thurlow te zien bij Julie Bindel die veel gebruik heeft gemaakt van de terminologie van het transuitsluitende radicaal feminisme. Zo stelde zij in 2004:
I am not the only one who worried that the introduction of the Human Rights Act might backfire on those of us who worry about little things like rape, murder, child abuse and prostitution. [...]
those who "transition" seem to become stereotypical in their appearance - fuck-me shoes and birds'-nest hair for the boys; beards, muscles and tattoos for the girls. Think about a world inhabited just by transsexuals. It would look like the set of Grease.
In 2013 werd dit gevolgd door Hey trans people, cut it out. Where do dicks in terrible wigs get off lecturing us natural-born women?, terwijl zij in 2021 sprak over de trans-Taliban. In 2021 schakelde zij echter ook over op genderkritische terminologie toen zij zei None of us are transphobic.
De "rebranding" van transuitsluitend radicaal feminisme naar genderkritisch feminisme zou volgens Thurlow ook filosofische gevolgen hebben, zoals voor de vraag wat een vrouw is, waarbij wetenschappelijke ontdekkingen een genuanceerder beeld zouden geven van het binaire geslachtsmodel.

## Terf
De term terf kreeg meer bekendheid bij het grote publiek toen J.K. Rowling zich begon uit te spreken. Aangezien de beweging voornamelijk uit Britse bekende personen bestaat, wordt Groot-Brittannië ook wel Terf Island genoemd. Bekende Britse personen die vaak met dit label worden aangeduid, zijn naast J.K. Rowling onder meer Kathleen Stock, Helen Joyce, Graham Linehan, Hannah Barnes.
In Nederland kreeg de discussie een breder publiek na de publicatie in Trouw in 2020 door Caroline Franssen waarin zij stelde dat veranderingen in de Transgenderwet gevaarlijk zouden zijn voor vrouwen. De kritische houding ten opzichte van transgenders was tot die tijd vooral sterk bij ultraconservatieve christenen in de Verenigde Staten, maar kreeg nu ook meer aandacht in de media en de politiek. Volgens zogenoemde gendercritici leidde de aanwezigheid van trans vrouwen in vrouwenkleedkamers en de vrouwensport tot onveilige situaties voor vrouwen, terwijl andere groepen de risico's die een gendertransitie zou hebben voor pubers benoemden. Daarna was er volgens politicologe Anne Louise Schotel sprake van een morele paniek en kreeg ook de term terf een grotere bekendheid.
In dezelfde periode kwamen er ook enkele spraakmakende zaken op dit vlak in de media, zoals het Tavistock-schandaal, het Wi Spa-incident, de zwemkampioenschapsoverwinning van trans vrouw Lia Thomas en de kwestie van de voor verkrachting veroordeelde zedendelinquent Isla Bryson die door haar transitie aanvankelijk naar de vrouwengevangenis ging. Wat ook meespeelt is de toegenomen kritiek op de wetenschappelijke en juridische grondslag van genderbevestigende zorg en het Dutch protocol.